# Ligne d'Aguila à Sehib
La ligne d'Aguila à Sehib est une ligne de chemin de fer du centre de la Tunisie.